# Herat (stad)

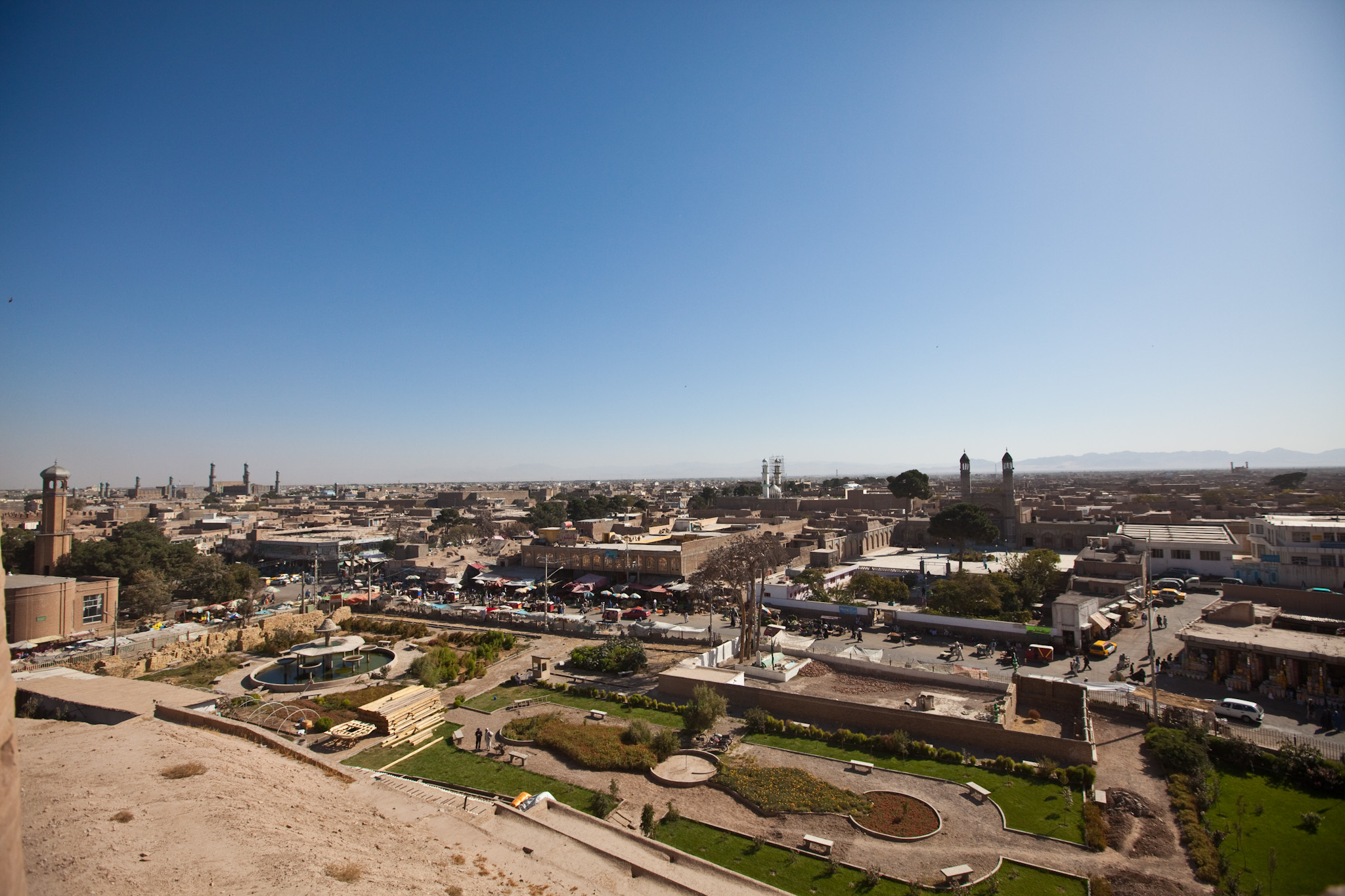
Uitzicht vanaf de citadel

Herāt of Harāt (Perzisch en Pasjtoe:هرات; Herāt) is de op een na grootste stad van Afghanistan. Het is de hoofdstad van de gelijknamige provincie en heeft ongeveer 506.900 inwoners. De stad ligt in het westen van het land op een kruispunt van historische handelsroutes in het dal van de Hari Rud. De bevolking bestaat hoofdzakelijk uit etnische Tadzjieken en is voor 86% soennitisch moslim. De stad is het economische en culturele centrum van West-Afghanistan en is gelegen in een van de vruchtbaarste, geïrrigeerde landbouwgebieden van het land. Er is belangrijke handel, onder meer in karakul-wol, industriële verwerking van landbouwproducten en traditionele leer- en metaalbewerking; daarnaast van oudsher vervaardiging van tapijten. In de omgeving is er winning van chroom. De stad is een verkeersknooppunt en heeft een internationale luchthaven.
In en rond de stad bevinden zich vele resten uit de rijke historie van de stad, met name uit de 15de eeuw, waaronder de oude citadel met massieve vestingwerken, een mausoleum, twee madrasaʼs en de grote moskee met rijk versierde gevel (1498).

## Bevolking
De Herati's zijn grotendeels Perzischtalige Tadzjieken en overwegend moslim waarvan het merendeel soennitisch is. Voor 1980 was er een Joodse gemeenschap die uit zo'n vijftig families bestond en die nadien naar Israël is verhuisd.

## Geschiedenis
De stad gaat waarschijnlijk terug op de stad Artacoana of Aria, die van voor 1000 jaar v.Chr. dateert en een van de eerste steden van de Ariërs was. Liggend op oude handelsroutes, onder andere de Zijderoute, is de regio (Oud-Perzisch: Haraiva) van oudsher het centrum van het handelsverkeer naar China, Centraal-Azië en het Romeinse Rijk.
In 330 v.Chr. werd het gebied ingenomen door Alexander de Grote. Hij liet er een citadel bouwen en stichtte daarmee de huidige stad, die aanvankelijk zijn naam droeg: Alexandria Ariana. In 661 werd de stad veroverd door Arabische moslims, Zij introduceerden de islam, waarna Herat zich ontwikkelde tot een belangrijk centrum van het islamitisch geloof.
In 1038 werd de stad door de Seltsjoeken veroverd. In de 13e en 14e eeuw werd de stad tot tweemaal toe ingenomen en geplunderd, aanvankelijk door de Mongolen en later door de Turken onder Timoer Lenk. De inname door de Mongoolse krijgsheer Dzjengis Khan in 1221 zou de meeste inwoners het leven hebben gekost. De Turkse veroveraar Timoer Lenk verwoestte Herat in 1381, maar zijn zoon Sjahroech herbouwde de stad en maakte haar tot de bloeiende hoofdstad van het Timoeridenrijk, dat vooral Perzië omvatte.
Onder de Timoeriden (15e eeuw) volgde de grootste bloeiperiode en ontwikkelde Herat zich tot centrum van kunst, cultuur en wetenschap. Een aantal Timoeriden maakte het hof tot een centrum van artistiek en intellectueel leven, zoals Bajsoengoer (1399–1433), een groot kunstminnaar en mecenas, die aan het hof van zijn vader Sjahroech te Herāt leefde, en Hoessein Bajkara die van 1469 tot 1506 in Herāt regeerde. In zijn omgeving waren onder meer de dichter Djami (1414–1492) en de historici Mirchwand (1433–1498) en Chwandemir (ca. 1475 tot circa 1535) werkzaam. De raadsman van de sultan, Ali Sjir Neva'i (1440/1441–1501), een machtig mecenas, was de eerst bekende dichter die in het Oost-Turks, het Tsjagataïsch, schreef.
Afgezien van een kort Oezbeeks intermezzo vanaf 1507, bleef de stad tot 1747 bij Perzië horen. Later hebben de Perzen en Afghanen gevochten over de beheersing van de stad en wisselden de machthebbers over de stad elkaar af, totdat door de Engelse bemoeienissen de stad in 1857 in handen van de Afghanen viel en permanent een gedeelte van Afghanistan werd.
In maart 1979 was Herat het toneel van een opstand, geleid door Ismail Khan tegen het regime van Nur Muhammad Taraki. De inwoners van de stad kwamen in opstand tegen het regime, waarop het Sovjetleger de opstand neersloeg, met meer dan 24.000 burgerdoden als gevolg. Het was de opmaat voor de Sovjetinvasie in Afghanistan later dat jaar. Ismail Khan werd in 1992, na de terugtrekking van de Sovjets, gouverneur van Herat. Hij hield zich onpartijdig in de burgeroorlog die vooral in Kabul heerste. Toen Khan het gouverneurschap onder druk van de centrale Afghaanse regering in 2004 moest opgeven, braken er in Herat rellen uit. Begin augustus 2021 viel Herat in de handen van de Taliban.

## Stadsbeeld
De stad is met haar rijke historie een van de toeristische trekpleisters van Afghanistan. Van de bloei van de stad tijdens het bewind van de Timoeriden in de 15e eeuw getuigen onder meer de talloze minaretten en moskeeën. De voornaamste moskee van Herāt is de Masjid-i Jami of Vrijdagmoskee die het oude gedeelte van de stad domineert. Vier blauwe minaretten versieren de wit met blauwe moskee, die uit 1200 dateert, maar sindsdien herhaaldelijk werd verwoest, herbouwd en gerestaureerd.

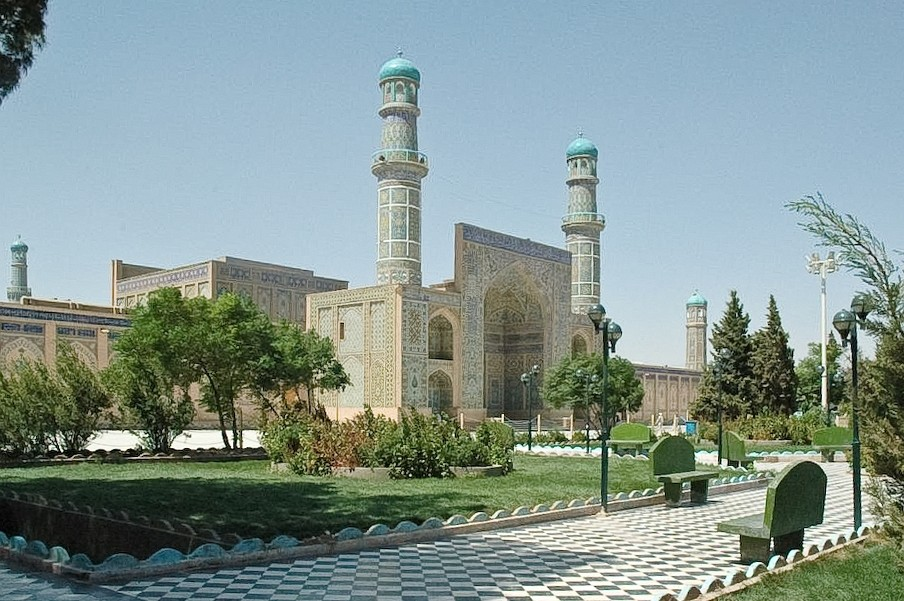
Vrijdagmoskee
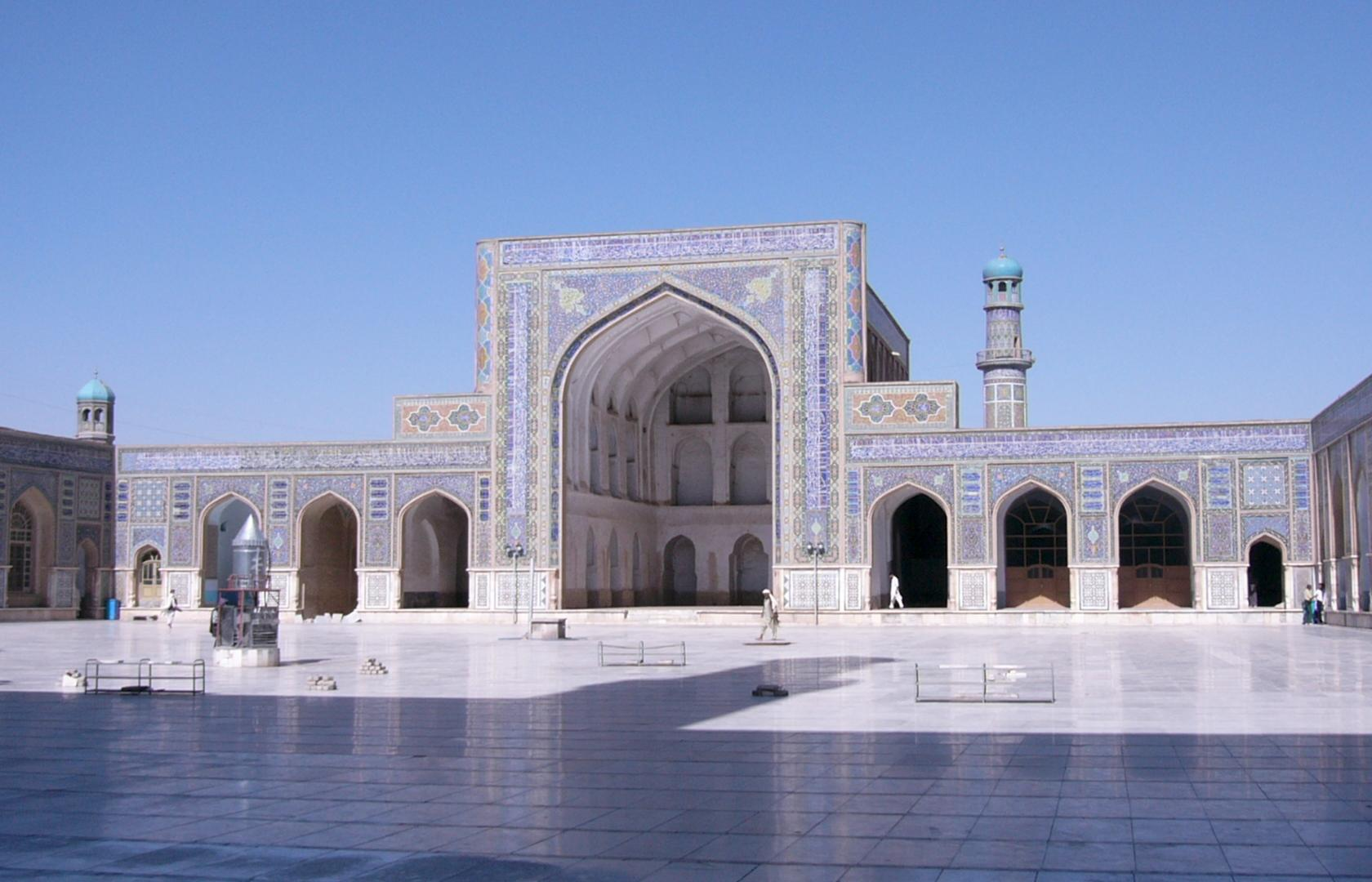
Binnenplaats
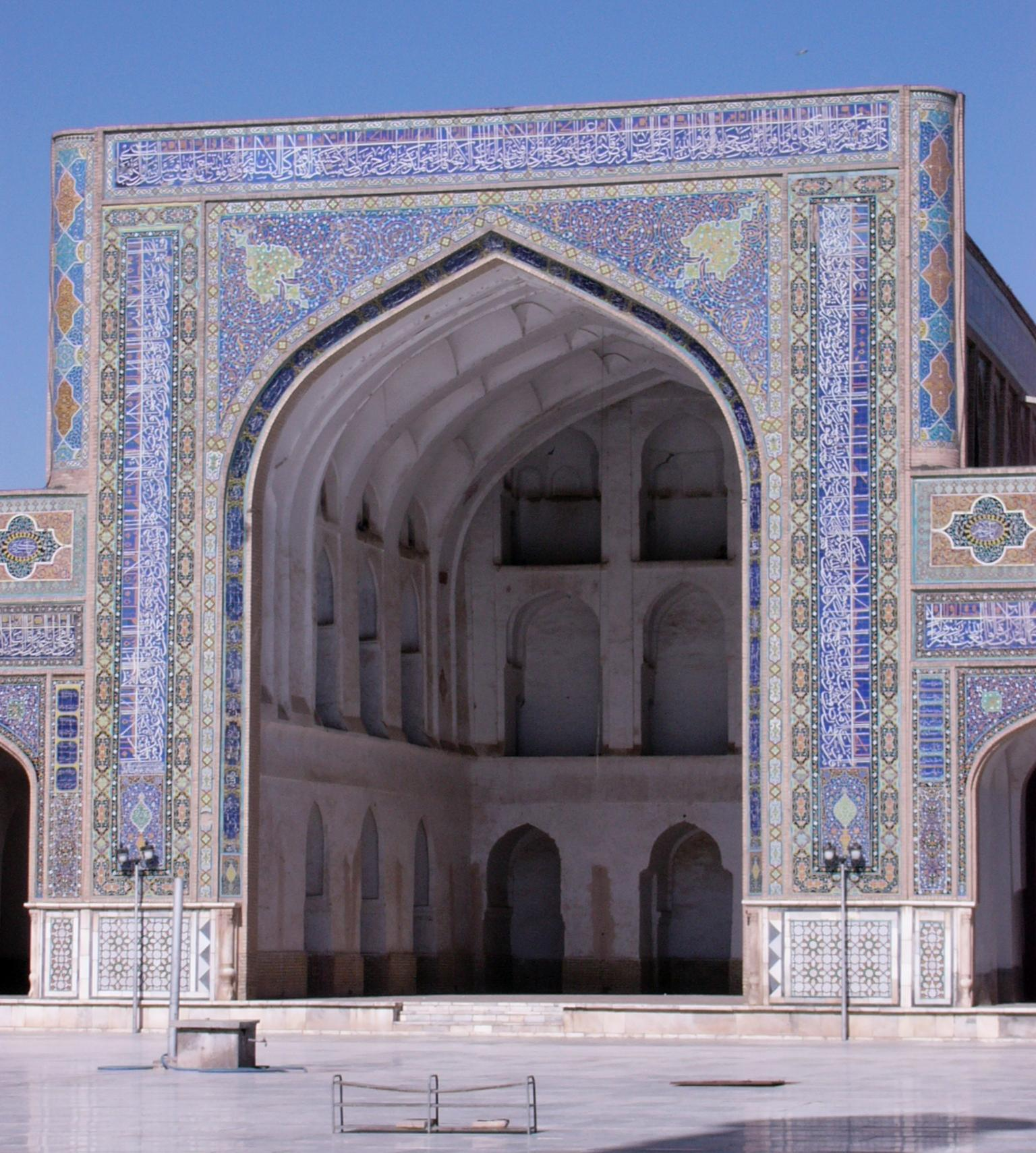
Iwan
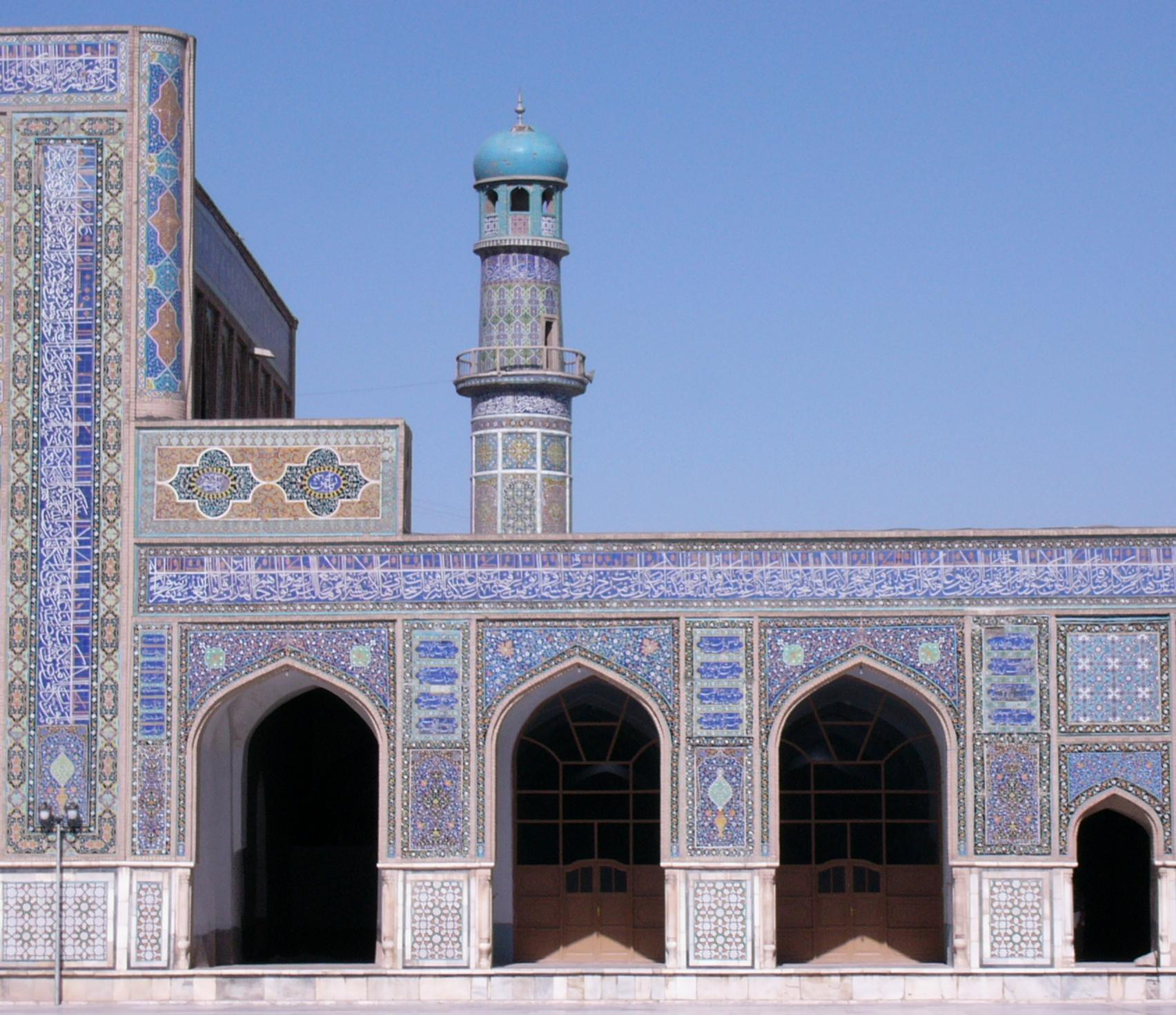
Minaret
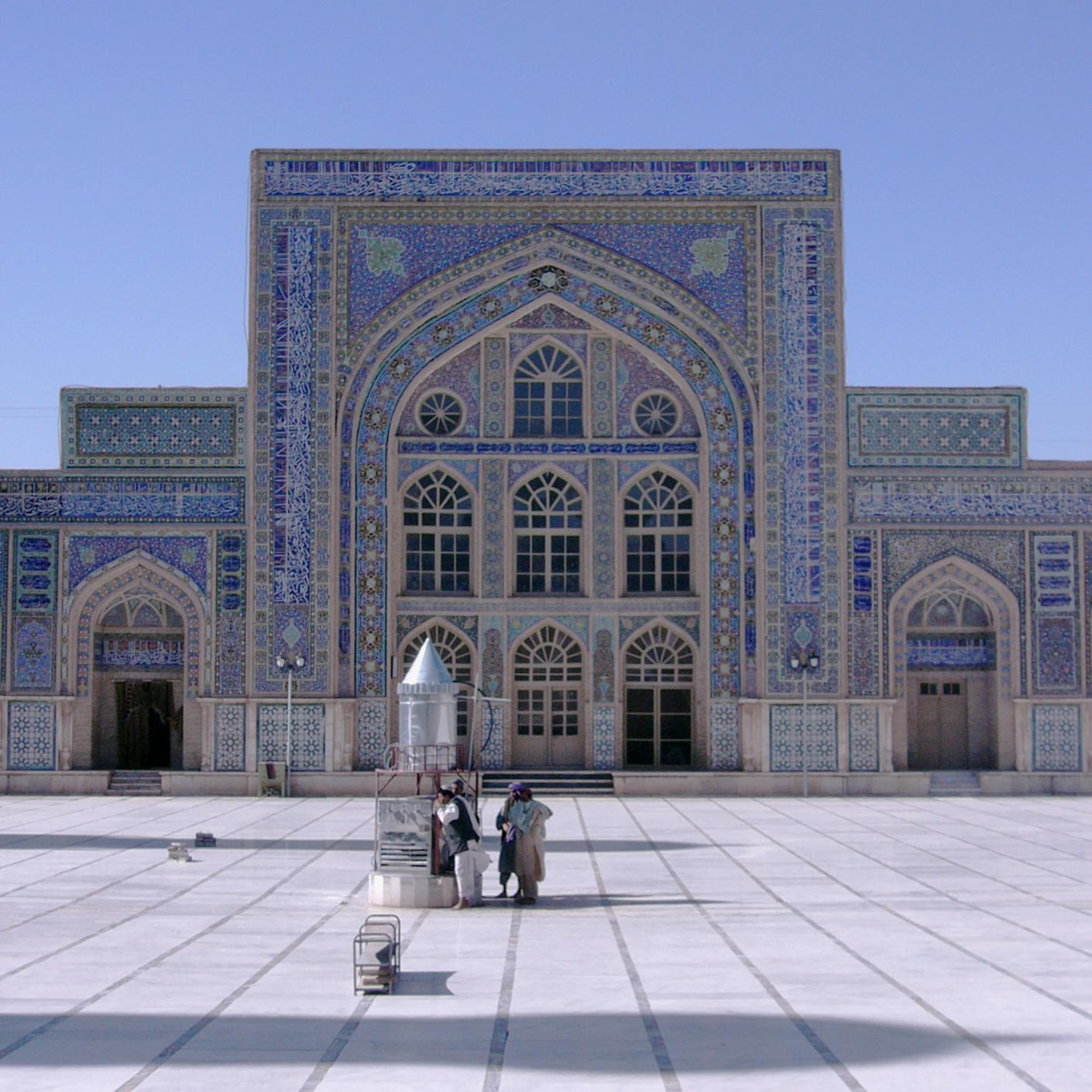

## Kunst
Onder de Timoeriden (15de eeuw) kwam Herat tot bloei en werd de stad het centrum van de miniatuurkunst. Ondanks de verwoestingen die Timoer in Perzië en de aangrenzende landen had aangericht, werd de periode waarin zijn nakomelingen regeerden een hoogtepunt in de Perzische kunstgeschiedenis (‘Timoeridische renaissance'). Timoer zelf reeds stimuleerde de bouwkunst met opdrachten voor imposante gebouwen in zijn geboorteplaats Kisj (thans: Sjarh-i Sabz) en in zijn residentie Samarkand. Zijn bouwactiviteiten werden voortgezet door Ulug Bey (Samarkand), Sjahroech (Herat) en Ali Sjir Neva'i. De Timoeridische bouwstijl steunt op de traditie van de Perzische architectuur, met name de bouwschemaʼs van de Seldjoeken, en wordt gekenmerkt door een verfijnde faience-versiering met toepassing van kalligrafische figuren en door hoge, vaak geribbelde koepels. Van de bewaard gebleven Timoeridische bouwwerken zijn vooral bekend het mausoleum Goer-i-mir, de necropool Sjah-i-Zinda te Samarkand en de Blauwe Moskee te Tebriz. Bajsoengoer stichtte te Herat een atelier, waar kalligrafen, miniatuurschilders en boekbinders samenwerkten bij de productie van kostbare verluchte handschriften, waaronder exemplaren van het Sjahnama van Firdausi. Hier ontwikkelde zich een karakteristieke decoratieve stijl van schilderen, die zich onderscheidde van die in andere centra als Shiraz en Tebriz. Tijdens de regering van Hoessein Bajkara werd de School van Herat beheerst door Perziës beroemdste schilder, Bihzad (circa 1450–1535/36), die zijn werk na de val van de Timoeriden voortzette aan het hof van de Safawiden in Tebriz en aldus ook de schilderkunst van de 16de eeuw sterk heeft beïnvloed. De kalligrafie, die steeds een van de hoogst gewaardeerde kunstvormen is geweest in Perzië, werd geheel beheerst door het ta'lik-schrift, einde 14de eeuw ontworpen door Mir Ali en in de Timoeridische tijd geperfectioneerd door een aantal meesters, o.a. Sultan Ali uit Mesjhed (gest. ca. 1520).

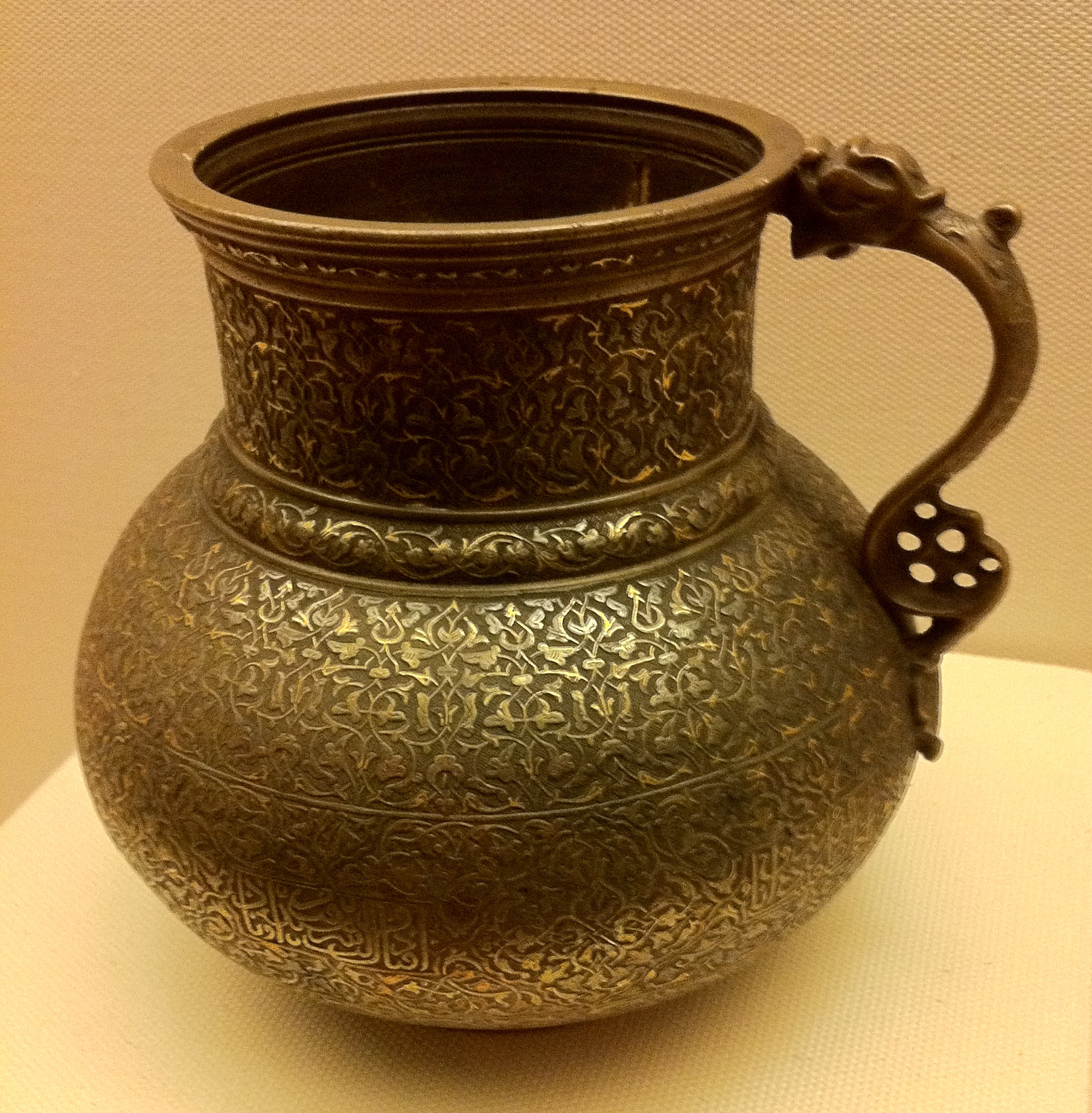
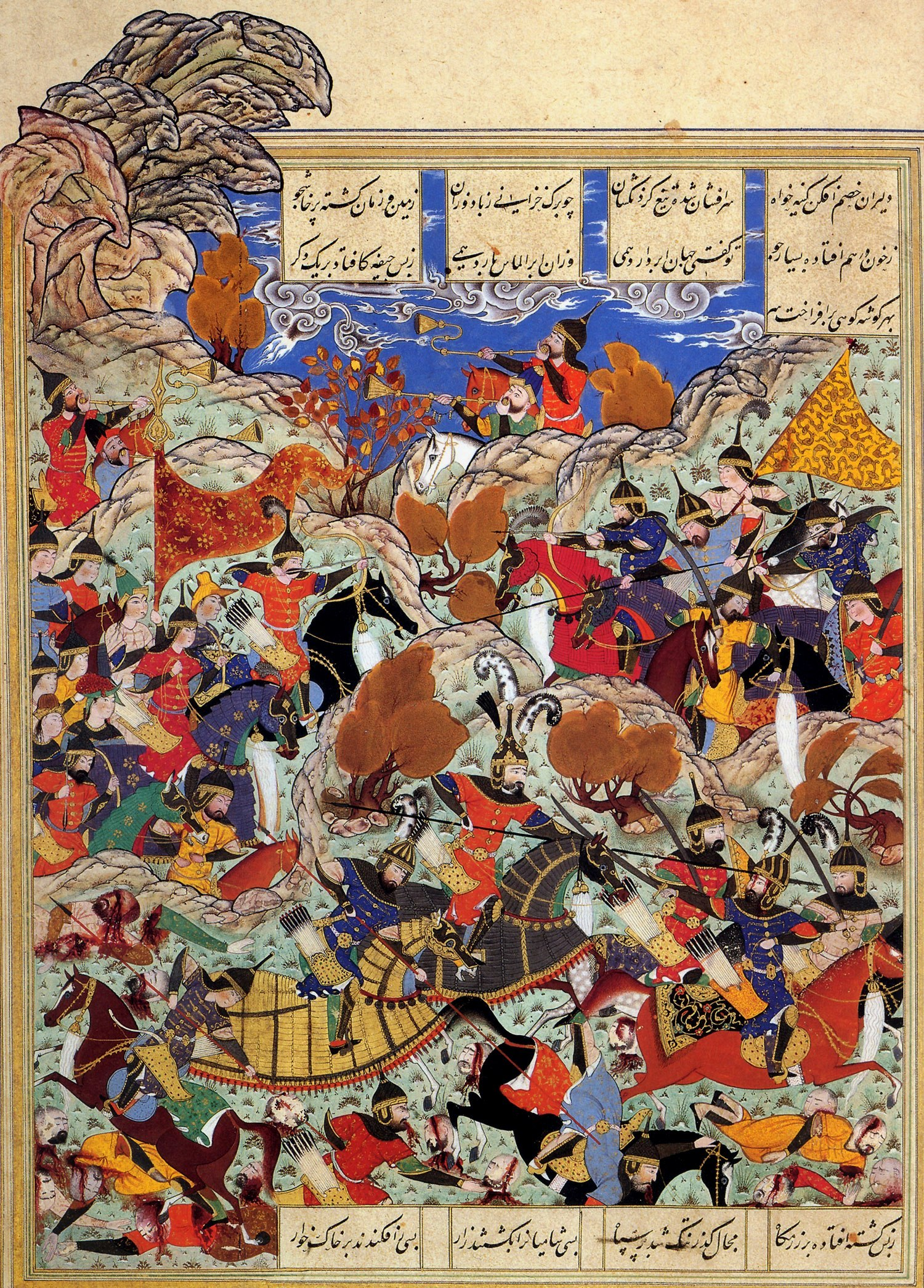
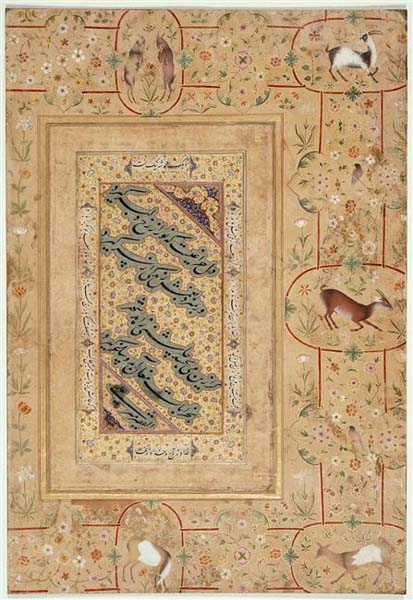

## Bekende inwoners van Herat

### Geboren
- Abdullah Ansari (1006-1088), Perzisch mysticus en dichter met de schrijversnaam Pīr-e Ansār en Pīr-e Herāt[13]
- Sayf Heravi (1282-?), Sayf b. Moḥammad Haravi, auteur van Tāriḵ-nāma-ye Herāt ('Geschiedenis van Herat'), historicus en chroniqueur van Kartiden dynastie (13e en 14e eeuw)
- Hoessein Bajkara (1438-1506), Timoeridische sultan en een groot kunstminnaar en mecenas
- Ali Sjir Neva'i (1440/1441–1501), dichter en een machtig Timoeridische mecenas
- Bihzad (ca. 1450–1535 of 1536), Perzisch schilder en de meester van Perzische miniatuurkunst[14], die zijn werk na de val van de Timoeriden voortzette aan het hof van de Safawiden in Tebriz en aldus ook de schilderkunst van de 16de eeuw sterk heeft beïnvloed.[12]
- Abbas I de Grote (1571-1629), sjah van Perzië
- Nadia Anjuman (1981-2005), dichteres, geboren en overleden in Herat
- Aziz Heravi (c. 1952), muzikant en Rubab-speler
- Nadia Nadim (1988), Afghaans-Deense voetbalster
- Massih Hutak (1992), Afghaans-Nederlands schrijver en rapper

### Overleden
- Djami (1414–1492), Perzischtalig dichter
- Dost Mohammed Khan (1793-1863), emir van Afghanistan

### Woonachtig (geweest)
- Sjahroech (1377-1447), Timoeridische heerser, en zoon van Timoer
- Bajsoengoer (1399–1433), Timoeridische heerser en een groot kunstminnaar en mecenas
- Mirchwand (1433–1498), Timoeridische historicus
- Chwandemir (ca. 1475-ca. 1535), Timoeridische historicus
- Mirwais Hotaki (1673-1715), stamhoofd van de Ghilzai-Pathanen
- Ahmad Shah Durrani (1722-1772), grondlegger van het Durrani-rijk
- Ismail Khan (1946), leider van de moedjahedien
- Mir Ali Heravi, kalligraaf van Nasta'liq (nestalik)